# Gasthaus zum Adler (Heimerdingen)

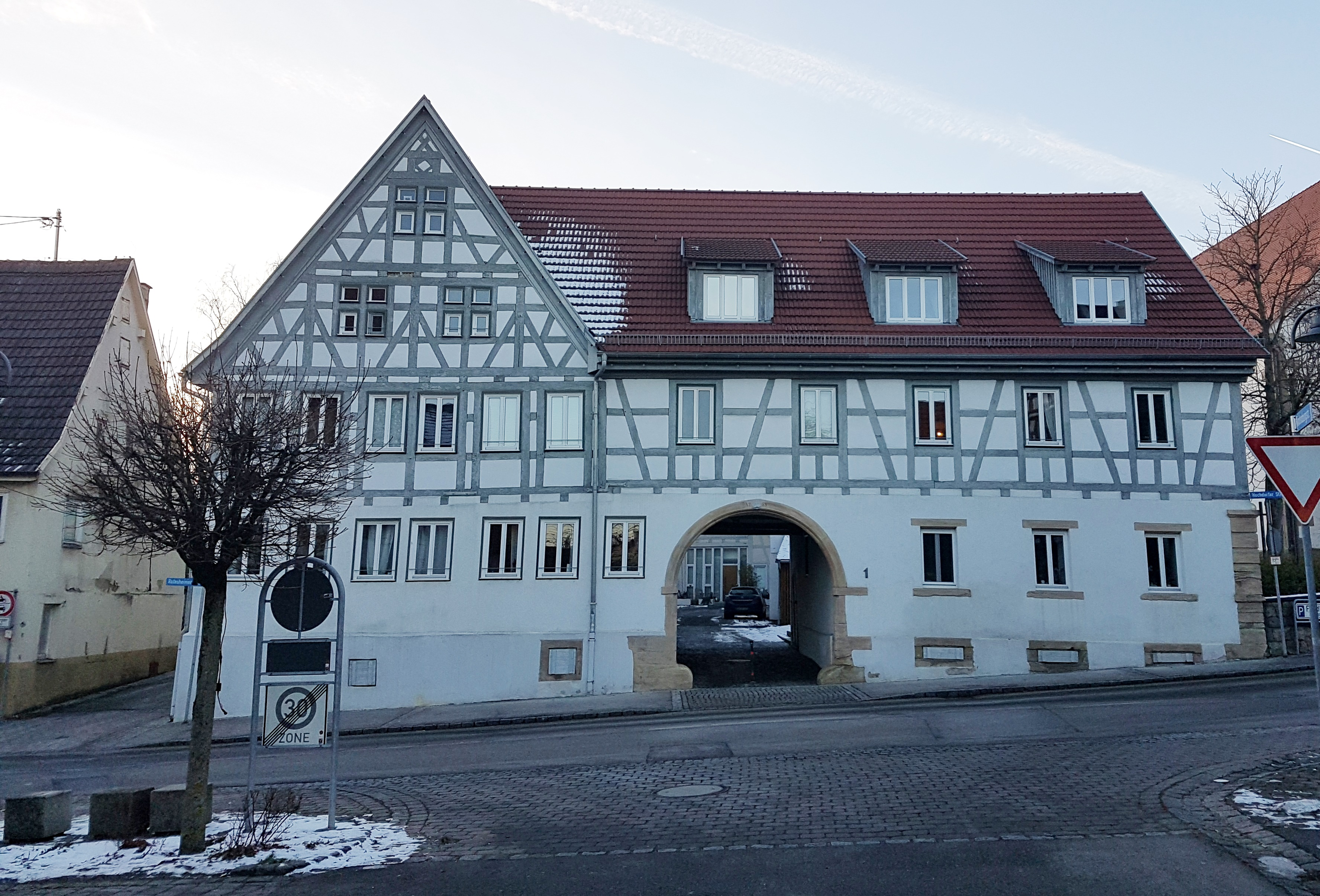
Das frühere Gasthaus Adler in Heimerdingen

Das Gasthaus zum Adler im Ortsteil Heimerdingen der Stadt Ditzingen, Landkreis Ludwigsburg, war eine historische Schildwirtschaft. Das Gebäude steht nach § 2 DSchG BW unter Denkmalschutz.

## Geschichte
Das giebelständige Fachwerkgebäude in der Hochdorfer Straße 1, unmittelbar neben der Peter-und-Paul-Kirche, hat einen traufständigen Anbau mit Rundbogendurchfahrt zum Hof. Der über der Tordurchfahrt auf das Jahr 1783 datierte Bau wurde an der Stelle eines Vorgängerbaus errichtet. Schon 1733 ist Johannes Schwarz als Adlerwirt im Heimerdinger Kirchenbuch belegt. Im Zuge einer umfassenden Renovierung wurde 1940 unter dem ursprünglich verputzten Gebäude das Fachwerk freigelegt. Der Gastbetrieb wurde in den 1980er Jahren eingestellt. Nach erneuter Renovierung dient das Gebäude heute nur noch zu Wohnzwecken.